# La Saison des monstres
Pour plus de détails, voir Fiche technique et Distribution.
La Saison des monstres (Szörnyek évadja) est un film hongrois réalisé par Miklós Jancsó, sorti en 1987. Il est présenté en sélection officielle à la Mostra de Venise 1987.

## Fiche technique
- Titre original : Szörnyek évadja
- Titre français : La Saison des monstres
- Réalisation : Miklós Jancsó
- Scénario : Gyula Hernádi
- Pays d'origine : Hongrie
- Format : Couleurs - 35 mm - Mono
- Genre : drame
- Durée : 100 minutes
- Date de sortie : 1987

## Distribution
- József Madaras : Kamondi
- György Cserhalmi : docteur Bardócz
- Ferenc Kállai : Sándor Kovács
- Júlia Nyakó : Kati
- Katarzyna Figura : Annabella
- Erzsi Cserhalmi : fille en vêtement en cuir
- András Bálint : Zoltán Zoltai
- Miklós B. Székely : le sourd muet
- András Kozák : colonel Antal
- Lajos Balázsovits : Zimmermann
- Géza Léka